# Diamond White
Diamond White, född 1 januari 1999 i Detroit, är en amerikansk skådespelare.
White har bland annat medverkat i TV-serierna Moon Girl och Devil Dinosaur, Glamour och Lejonvakten.

## Filmografi (i urval)
- 2016–2019 – Lejonvakten (TV-serie)
- 2020–2023 – Glamour (TV-serie)
- 2023 – Moon Girl och Devil Dinosaur (TV-serie)
- 2025 – Madea's Destination Wedding